# 新潟中央郵便局
新潟中央郵便局（にいがたちゅうおうゆうびんきょく）は新潟県新潟市中央区の新潟駅前にある郵便局である。民営化前の分類では集配普通郵便局であった。
2019年（平成31年）1月1日のお年玉付き年賀はがき配達物数では全国3位を記録している。

## 概要
住所：〒950-8799 新潟県新潟市中央区東大通二丁目6番26号

### 併設施設
- ゆうちょ銀行新潟店（長野支店新潟出張所）：取扱店番号125080

### 分室
- 新潟中分室 （新潟中郵便局のゆうゆう窓口と集配業務を担当）2018年9月1日設置

かつては以下の分室が存在した。
- 新潟貯金事務センター内分室（12508A）
2003年（平成15年）1月の貯金事務センター再編時に新潟貯金事務センターが廃止された後も引き続き設置されていたが、当局にゆうちょ銀行の直営店（新潟店）を併設する都合上、民営化に先立ち新潟駅前郵便局に所属の変更が行われ、併せて八千代分室に改称された。2013年に新潟駅前郵便局と共に廃止となり、代替の局として万代シテイ郵便局が隣接地に設置された(新潟駅前局の移転改称扱い)。分室跡地そのものは、解体の上「JPローソン 万代シテイ郵便局」に建て直され、実質24時間営業の店舗外ゆうちょ銀行ATMが併設された。

## 沿革
- 1967年（昭和42年）11月6日 - 新潟中央郵便局として、新潟市明石通一丁目に開局[1]。併せて新潟郵便局[2]から貯金局内分室を移管。
- 1982年（昭和57年）2月 - 局舎落成。
- 1984年（昭和59年）7月1日 - 貯金局内分室を貯金事務センター内分室に改称。
- 1986年（昭和61年）3月 - 日本海縦貫線を経由する鉄道郵便輸送（大阪青森線）が廃止[3]。
- 1991年（平成3年）3月31日 - 新潟臨港郵便局の廃止に伴い、取扱事務を承継。
- 1991年（平成3年）10月1日 - 外国通貨の両替および旅行小切手の売買に関する業務取扱を開始。
- 2007年（平成19年）7月30日 - 新潟貯金事務センター内分室を新潟駅前郵便局の所属に変更するとともに、八千代分室に改称[4]。
- 2007年（平成19年）10月1日 - 民営化に伴い、併設された郵便事業新潟支店、ゆうちょ銀行新潟店に一部業務を移管。
- 2010年（平成22年）8月9日 - 郵便事業亀田支店（〒950-0199）の廃止に伴い、郵便事業新潟支店が同支店の業務を継承。
- 2012年（平成24年）10月1日 - 日本郵便株式会社の発足に伴い、郵便事業新潟支店を新潟中央郵便局に統合。
- 2017年（平成29年）6月19日 - 郵便番号上2桁が95の地域区分業務を新潟郵便局へ移管。ゆうゆう窓口の24時間営業を廃止。
- 2018年（平成30年）9月1日 - 新潟中分室を新潟中郵便局内に設置。新潟中郵便局のゆうゆう窓口運営業務と集配業務を当局に移管。

## 取扱内容

### 新潟中央郵便局
- 郵便、印紙、ゆうパック、内容証明
- 生命保険、バイク自賠責保険、自動車保険、がん保険、引受条件緩和型医療保険 - 平日18時まで営業。
- 「950-00xx」「950-01xx」「950-08xx」「950-09xx」区域（新潟市東区の全域、同市中央区の一部、同市江南区の一部）の集配業務
- ゆうゆう窓口

### ゆうちょ銀行新潟店
- 貯金、貸付、為替、振替、振込、国際送金、外貨両替、国債、投資信託、変額年金保険 - 平日18時まで営業。
- ATM

## 風景印
- 表記は『新潟中央』
- 図案は『万代橋』・『新潟港』・『船舶』・県の花『チューリップ』
- 使用開始日は1968年（昭和43年）6月15日

### 過去の風景印
- 2007年（平成19年）10月1日 - 2012年（平成24年）9月30日
  - 表記は『新潟』
  - 図案は『万代橋』・『新潟港』・『船舶』・県の花『チューリップ』

民営化に伴いゆうゆう窓口に配備

## 周辺
- 万代シテイ
- 新潟市立中央図書館（ほんぽーと）
- 新潟市万代市民会館
- 信濃川

## アクセス
- JR新潟駅（万代口）から北東へ徒歩約8分
- 新潟交通バス 明石一丁目停留所下車
- 日本海東北自動車道 新潟亀田ICから北西へ約5km
- 国道7号（明石通）沿い
- 駐車場あり：16台